# Estación Federico Lacroze
La estación Federico Lacroze es una terminal de pasajeros de ferrocarril de la Ciudad de Buenos Aires. Desde esta estación parten trenes de la Línea Urquiza hacia General Lemos, en San Miguel, un recorrido de 25,67 km. 
Anteriormente, partían desde la estación trenes que atravesaban las provincias de Buenos Aires, Santa Fe (hasta 4 de febrero, levantado en 1961), Entre Ríos, Corrientes y Misiones, con enlaces internacionales hacia las redes ferroviarias de Uruguay, Paraguay y Brasil. El Ferrocarril Urquiza tiene más de 1100km de vías y más de 100 estaciones en desuso y total estado de abandono.
Desde 2021, es Monumento Histórico Nacional de Argentina.

## Ubicación y servicios
Se encuentra en el barrio de la Chacarita, en Avenida Federico Lacroze y Avenida Corrientes, en inmediaciones del Cementerio de la Chacarita. 
Es una estación de trenes metropolitanos perteneciente al Ferrocarril Urquiza siendo su estación terminal. En el área del Gran Buenos Aires presta servicios eléctricos regulares la empresa concesionaria Metrovías, también operadora del Subte de Buenos Aires. El servicio se efectúa entre las estaciones Lacroze y General Lemos, en la localidad conurbana de San Miguel.
Hasta noviembre de 2011, la empresa Trenes Especiales Argentinos (TEA) operaba servicios de larga distancia a la ciudad de Posadas, Misiones. Este tren incluía paradas en localidades como Pilar, Zárate, Urdinarrain, Basavilbaso, Villaguay, Concordia (Entre Ríos), Monte Caseros y Santo Tomé (Corrientes). 
El Estado provincial de Corrientes a través del decreto 3010 del día 15 de diciembre de 2011 depuso la concesión a la empresa TEA.
Posee combinación con la estación Federico Lacroze de la línea B de subterráneos y con varias líneas de colectivos.

## Hitos urbanos
- Estación de Subte "Federico Lacroze"
- Cementerio de la Chacarita
- Avenida Federico Lacroze
- Avenida Corrientes
- Parque Los Andes

## Historia
Cuando los ferrocarriles fueron nacionalizados en 1947, la estación se convirtió en la terminal del Ferrocarril General Urquiza.
El actual es un edificio racionalista diseñado por el arquitecto Santiago Mayaud-Maisonneuve y su hijo Carlos en 1951, e inaugurado en 1957. Según el periodista Sergio Kiernan "Constituye la conspicua excepción a la historia ferroviaria argentina: es la gran terminal construida por los ferrocarriles estatales." En 2001 fue remodelada, instalándose modernos paneles metálicos en el techo,  y sobre la vereda la fachada vidriada.

### Toponimia
Debe su nombre a Federico Lacroze (1838-1899), un empresario de tranvías del siglo XIX que, en 1870, inició la primera línea de tranvías en la calle Cangallo.

## Imágenes

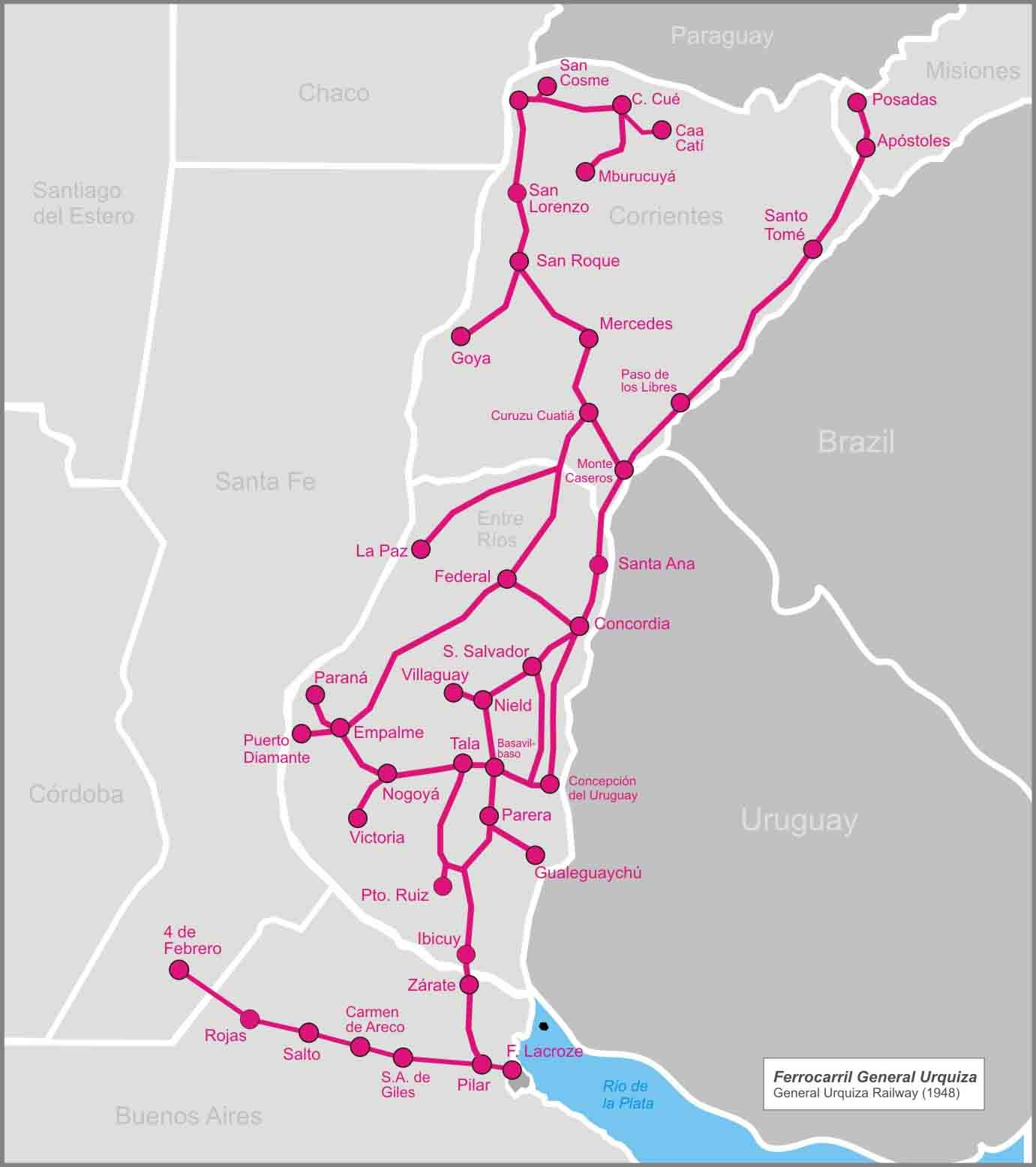
Red del FC Urquiza (solo estaciones principales) partiendo desde Federico Lacroze
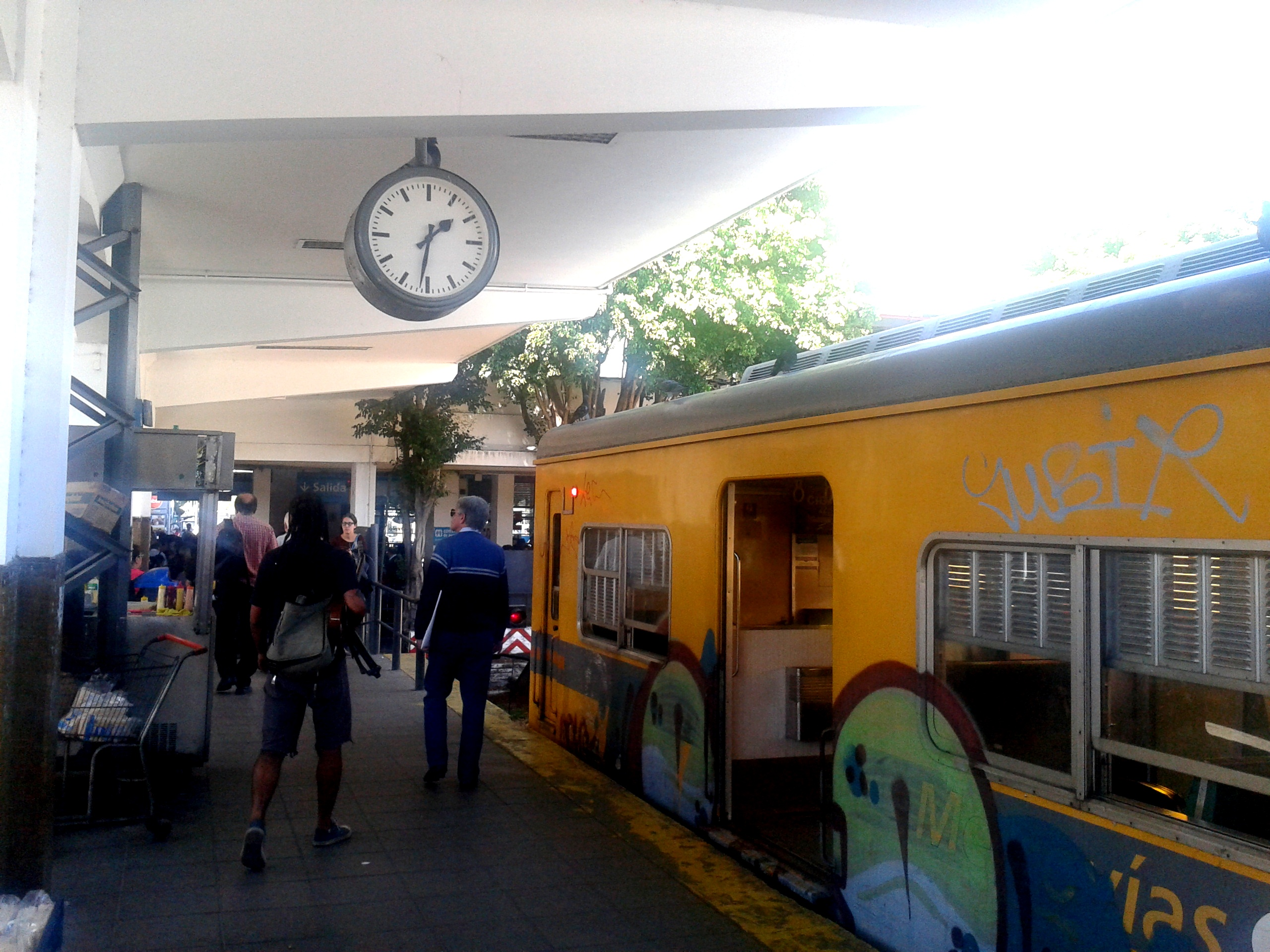
Llegando al andén
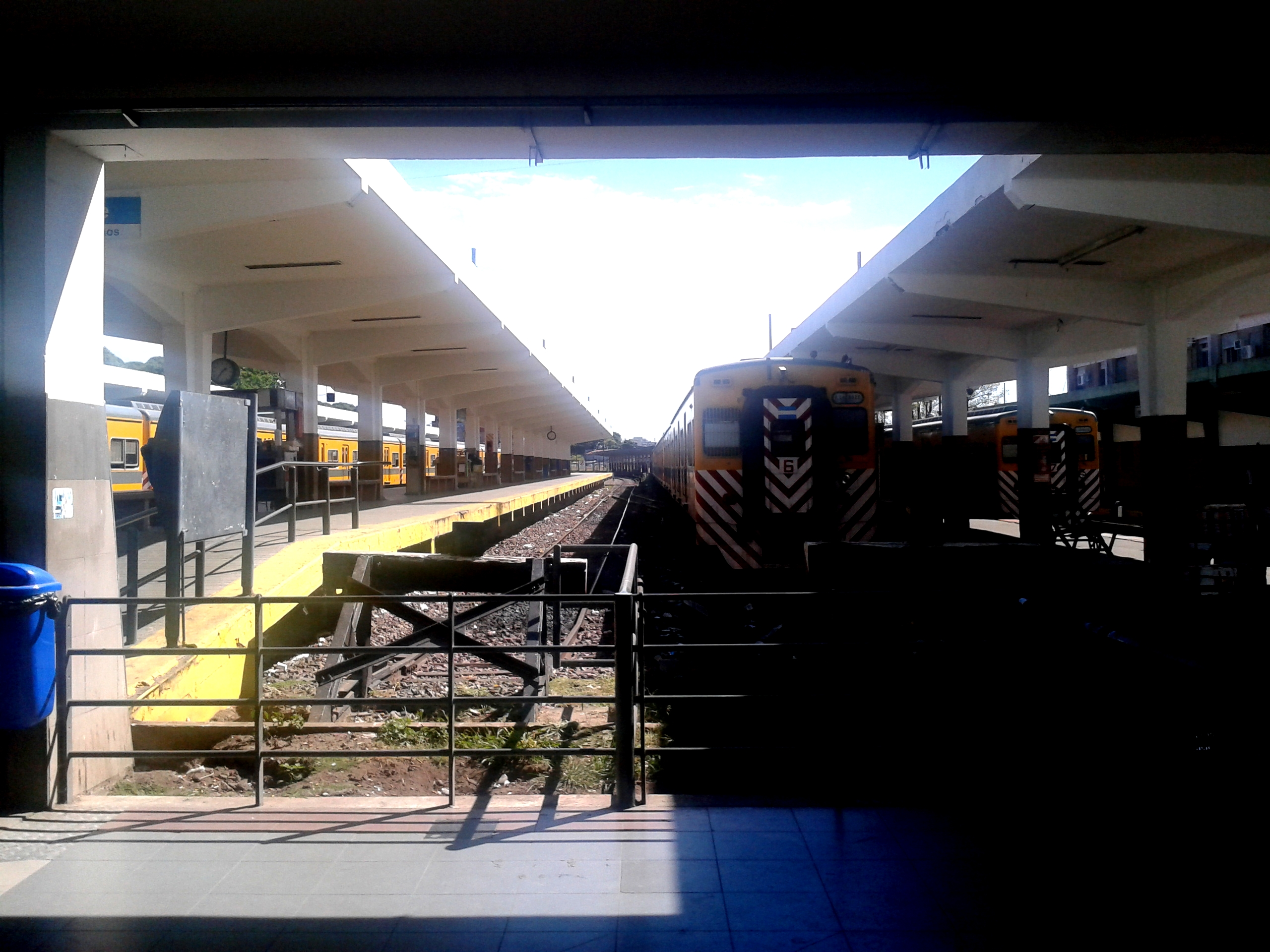
Punta de vías
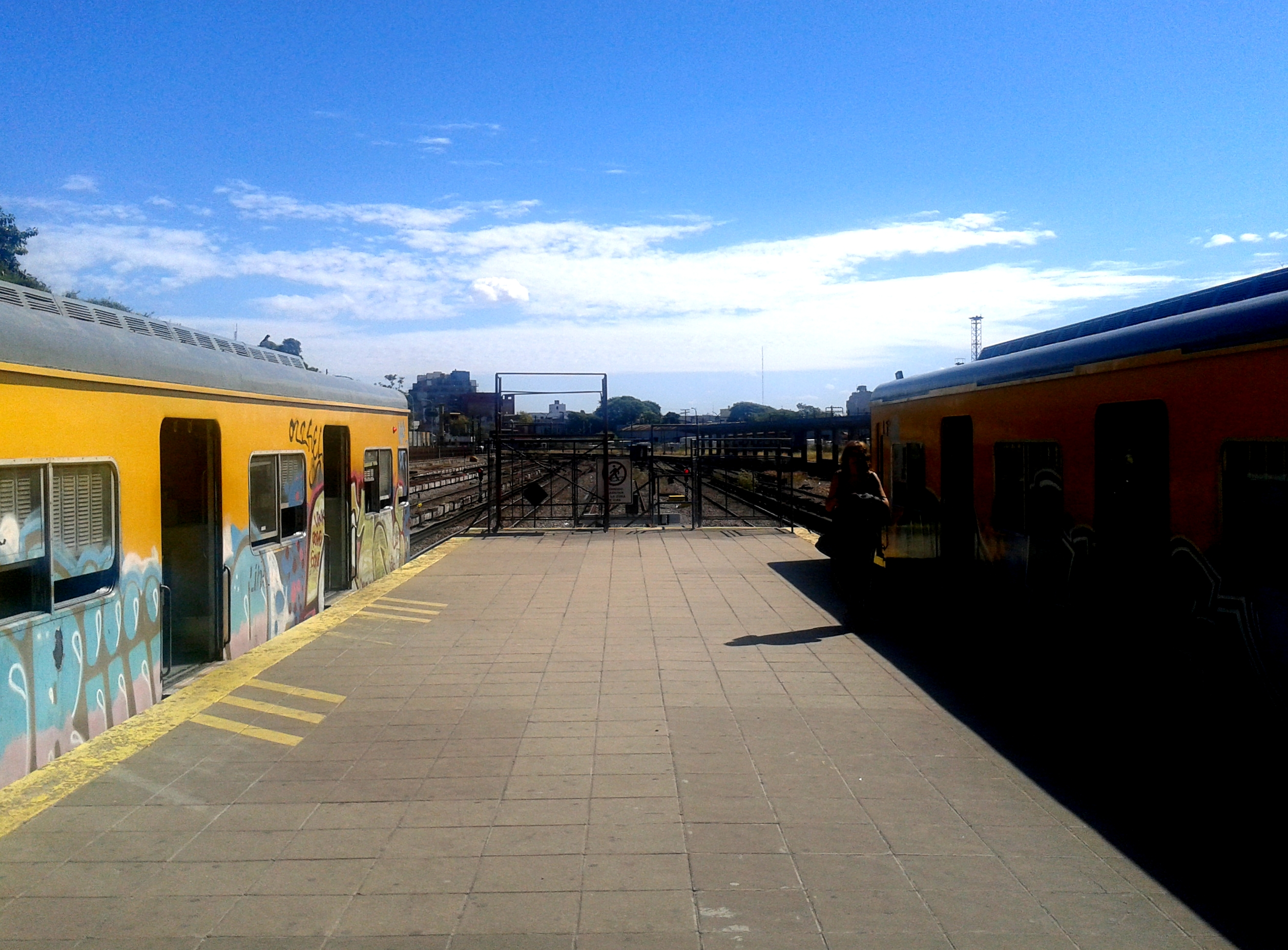
Final del andén

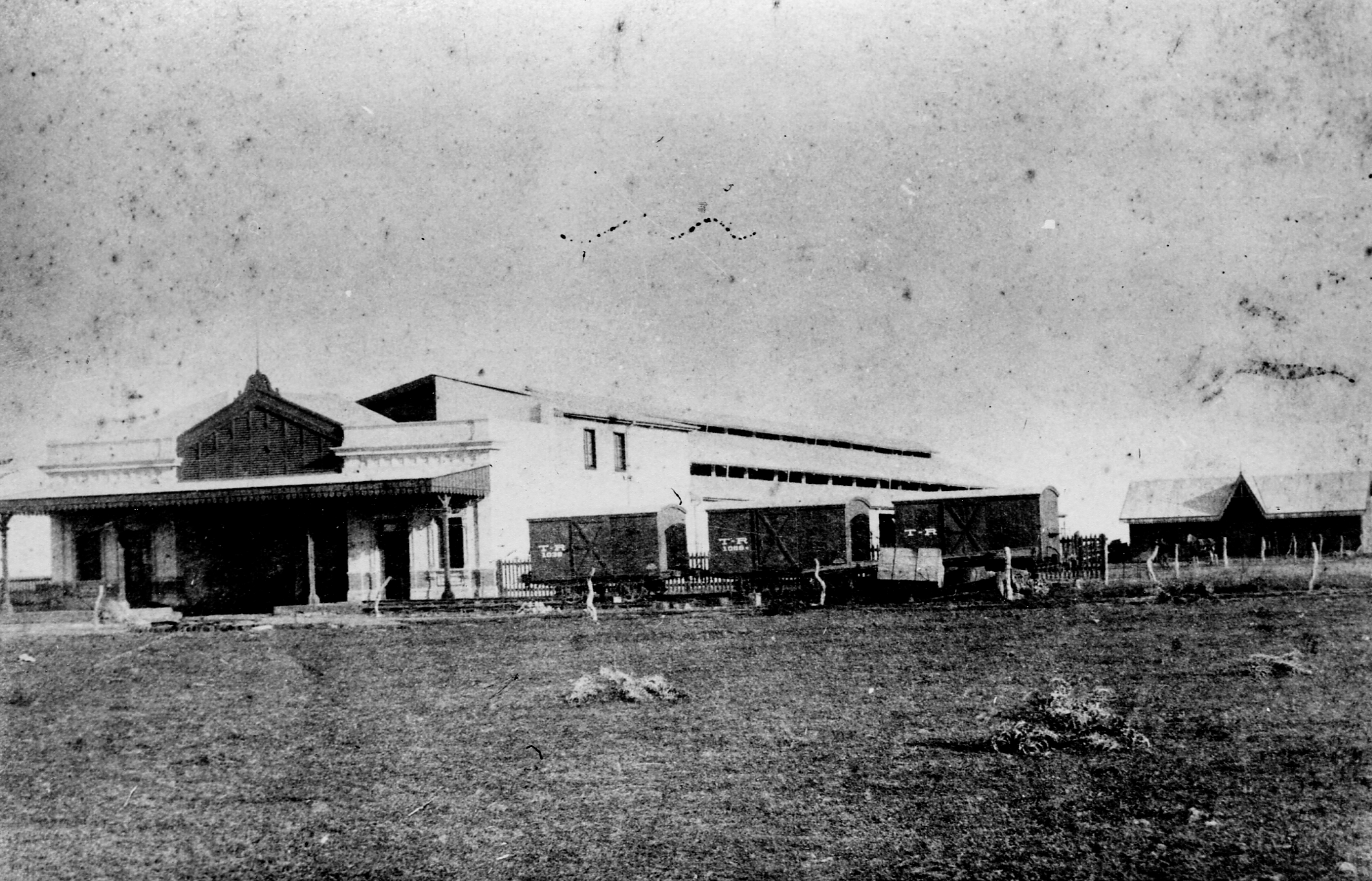
Primer edificio de la Estación Chacarita
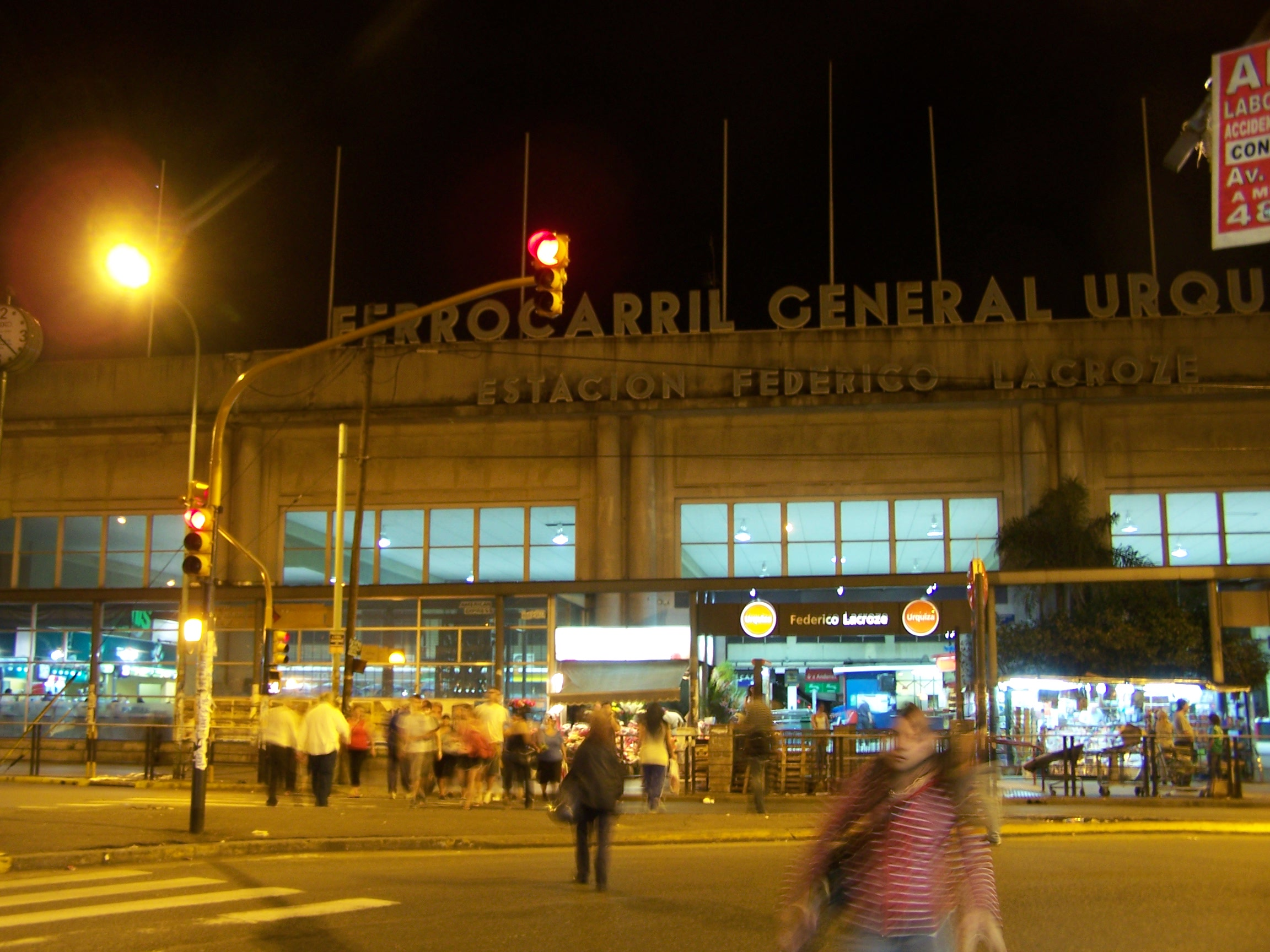
Vista nocturna de la fachada
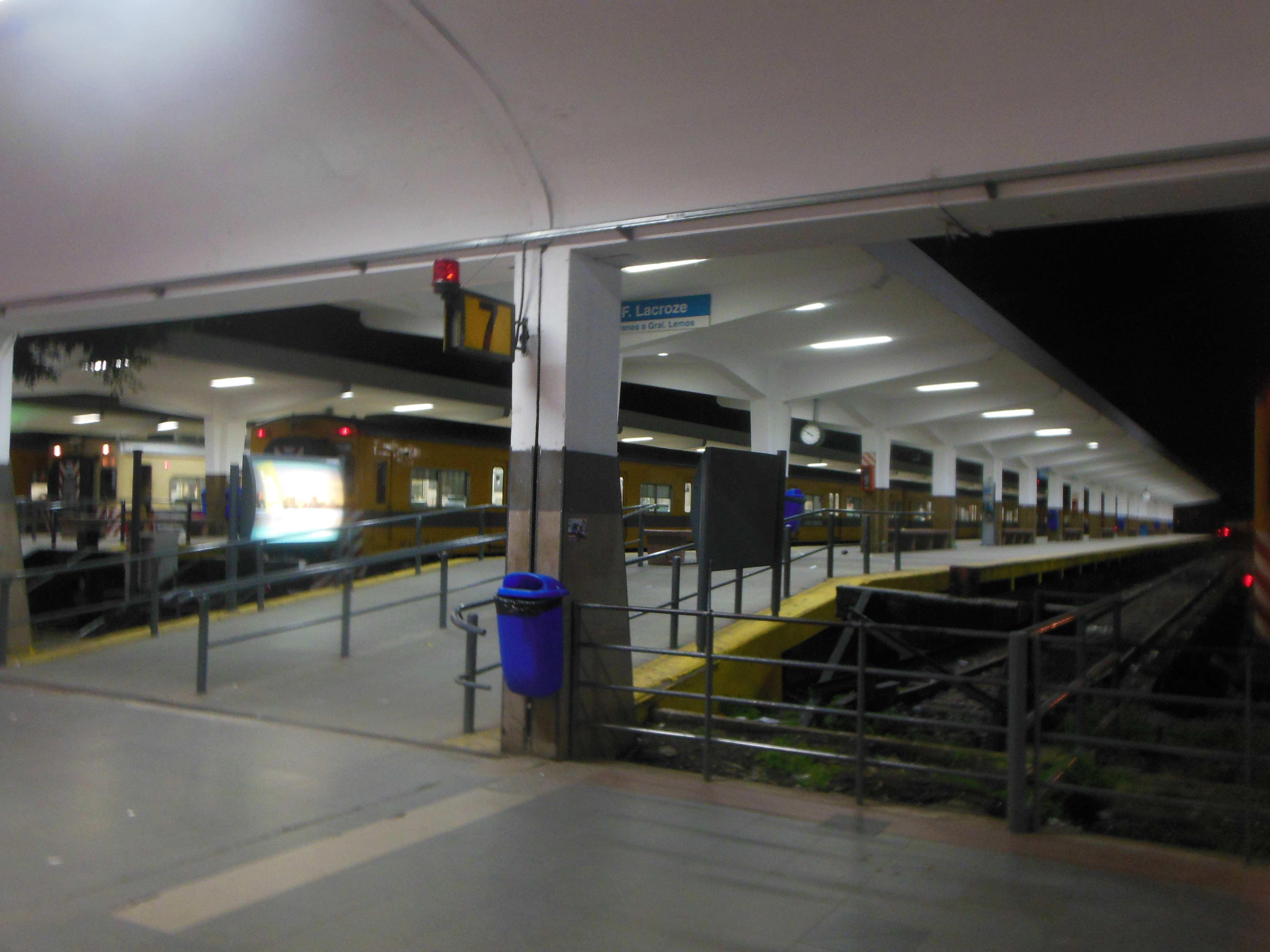
Entrada a los andenes
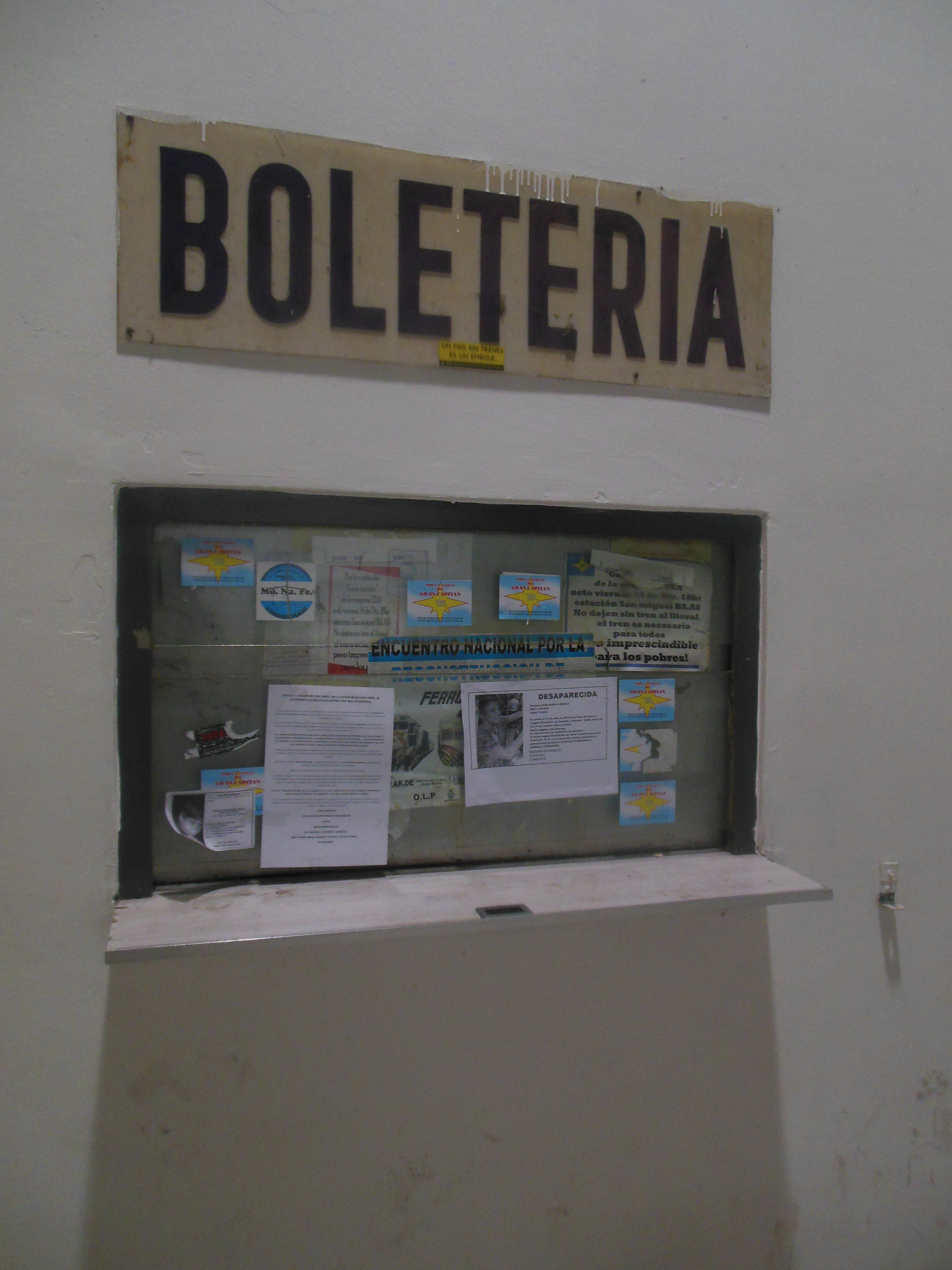
Boletería de larga distancia
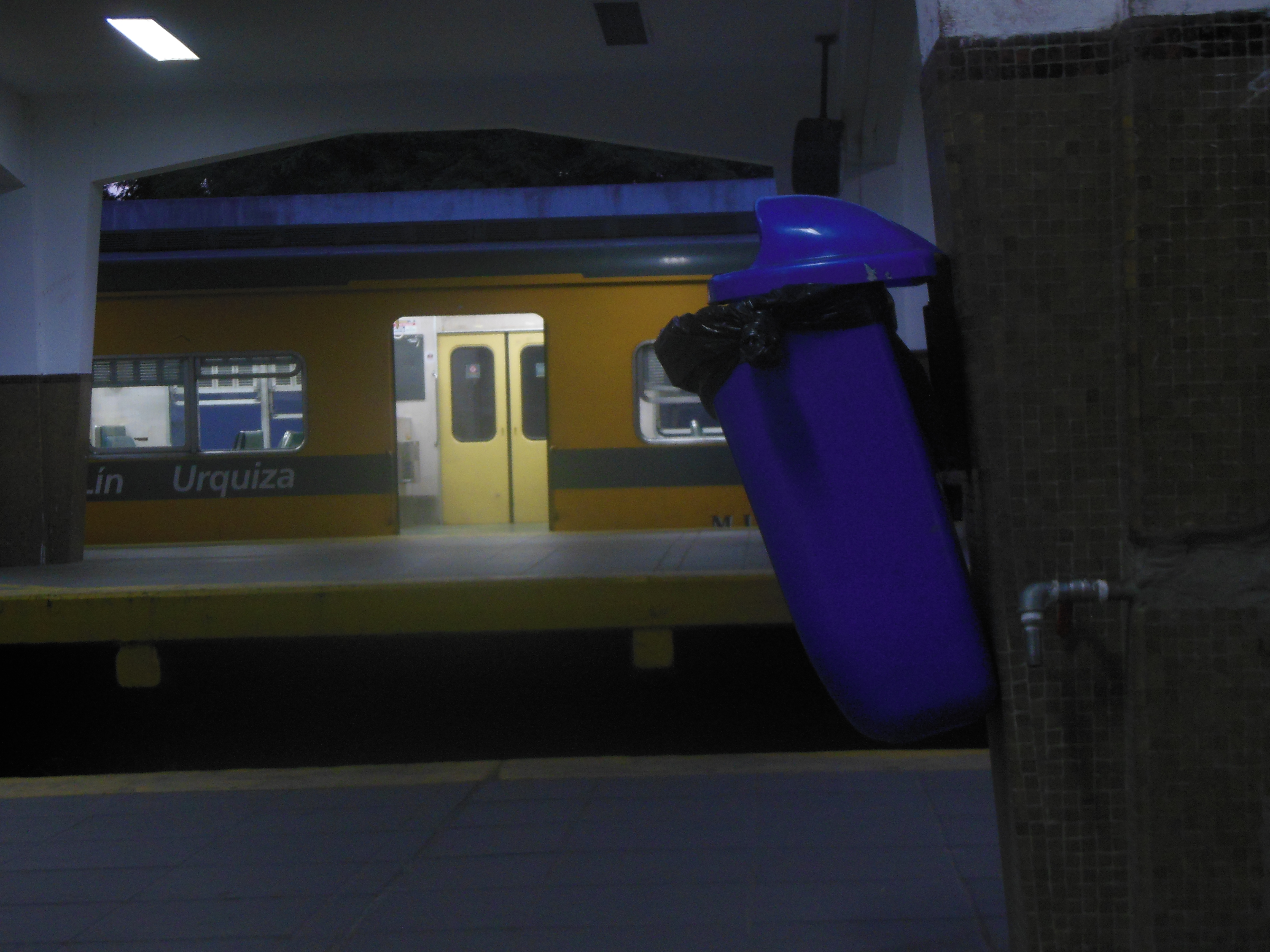
Vista nocturna en la zona de andenes